# توماس سی. هارت
توماس سی. هارت (به انگلیسی: Thomas Charles Hart) سناتور سابق عضو حزب جمهوری‌خواه ایالات متحده آمریکا بود. وی در سال ۱۹۴۵ تا ۱۹۴۶ میلادی سناتور ایالت کنتیکت در سنای ایالات متحده آمریکا بود.